# Estação Barreiro
Barreiro será a estação inicial da futura Linha 2 do Metrô de Belo Horizonte. Ficará localizada na região homônima, no pátio ferroviário do Barreiro, da MRS. Sua inauguração está prevista para o 1º semestre de 2028.